# Sigourney Weaver
Susan Alexandra Weaver, znana pod umetniškim imenom Sigourney Weaver, ameriška igralka, * 8. oktober 1949, New York, Združene države Amerike.
Prepoznavna je predvsem po vrsti vlog v znanstvenofantastičnih uspešnicah na čelu z Osmim potnikom (Alien, 1979), ki so ji prinesle nadimek »kraljica znanstvene fantastike«.

## Življenjepis
Njen oče je ameriški televizijec Pat Weaver, mati pa angleška igralka Elizabeth Inglis. Ime Sigourney je izbrala po eni od literarnih oseb v romanu Veliki Gatsby F. Scotta Fitzgeralda, saj ji kot najstnici ni bilo všeč, da jo kličejo Susie. Že v času dodiplomskega študija angleščine na Univerzi Stanford je začela igrati v študentskih gledaliških predstavah, nato pa je magistrirala na dramski šoli Univerze Yale in zaigrala v nekaj muzikalih režiserja Christopherja Duranga.
V filmu je debitirala z obrobno vlogo v drami Annie Hall (1977), zaslovela pa je že dve leti po njej kot protagonistka Ellen Ripley v znanstvenofantastični grozljivki Osmi potnik režiserja Ridleyja Scotta. Vlogo je ponovila tudi v treh nadaljevanjih: Osmi potnik 2 (1986), Osmi potnik 3 (1992) in Osmi potnik - Ponovno vstajenje (1997). Njen lik je predvsem v prvem delu pomenil precejšen odstop od klišejskih upodobitev žensk kot žrtev ali robotov, značilnih za znanstveno fantastiko 20. stoletja, saj je bila močna in kompleksna osebnost, povsem enakovredna moškim likom, ki se spopadejo z naslovno pošastjo. Poleg tega je nastopila v znanstvenofantastičnih uspešnicah Izganjalci duhov (1984) z nadaljevanjem (1989) in Avatar (2009).
Sedemkrat je bila nominirana za zlati globus in prejela dva, za najboljšo glavno žensko vlogo v dramskem filmu Gorile v megli ter najboljšo stransko žensko vlogo v romantični komediji Delovno dekle, oba za leto 1988. S tem je postala prva oseba z dvema zlatima globusoma za igro v istem letu. Je tudi dobitnica nagrade Bafte za najboljšo stransko žensko vlogo v drami Ledeni vihar (1997) ter večkratna nominiranka za emmyje in oskarje.
V zasebnem življenju je znana kot okoljska aktivistka, predvsem kot aktivna podpornica sklada za gorile Dian Fossey. Z možem, gledališkim režiserjem Jimom Simpsonom, ima hči Charlotte (roj. 1990).